# Elmalıyurt, Gölhisar
Elmalıyurt là một xã thuộc huyện Gölhisar, tỉnh Burdur, Thổ Nhĩ Kỳ. Dân số thời điểm năm 2010 là 629 người.